# Otton I brandenburski
Otton (Otto) I (ur. ok. 1130, zm. 7 marca 1184) – margrabia brandenburski od 1170, syn i następca Albrechta Niedźwiedzia z dynastii askańskiej.
Był najstarszym synem Albrechta Niedźwiedzia, założyciela w 1157 Marchii Brandenburskiej i jego żony, Sophie von Winzenburg. Już za życia Albrechta odgrywał znaczną rolę w rządach. Po śmierci ojca, która nastąpiła 18 listopada 1170, objął rządy w marchii. Fundator klasztoru cysterskiego w Lehninie. Był dwukrotnie żonaty. Pierwszą żoną, poślubioną 6 stycznia 1148 w Kruszwicy, była Judyta, córka Bolesława III Krzywoustego, księcia polskiego. Po jej śmierci, która nastąpiła w pierwszej połowie lat 70. XII wieku (1171-1175), ożenił się, najpóźniej w kwietniu 1176, powtórnie, tym razem z Adą (Adelajdą), córką Florisa III, hrabiego Holandii. Z pierwszego małżeństwa pochodziło na pewno dwóch synów: Otton i Henryk późniejszy hrabia Gardelegen. Adelajda urodziła mu natomiast zapewne trzeciego syna, Albrechta. Margrabia zmarł 7 marca 1184 i został pochowany w klasztorze cysterskim w Lehninie.

## Genealogia

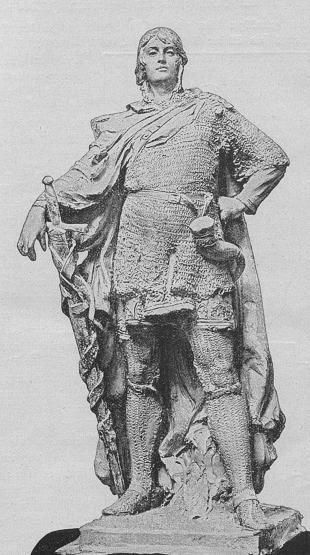
Dziewiętnastowieczny pomnik Ottona I dłuta Maxa Ungera stojący niegdyś na Siegesallee w Berlinie

| Otton ur. ? zm. 9 II 1123 | Otton ur. ? zm. 9 II 1123 |                                                 |                                                 | Eilika ur. ? zm. ? | Eilika ur. ? zm. ? |  |  | Herman I z Winzenburga ur. 1050–1066 zm. 1122 | Herman I z Winzenburga ur. 1050–1066 zm. 1122 |                                                    |                                                    | NN z rodu Everstein ur. ? zm. ? | NN z rodu Everstein ur. ? zm. ? |
|                           |                           |                                                 |                                                 |                    |                    |  |  |                                               |                                               |                                                    |                                                    |                                 |                                 |
|                           |                           |                                                 |                                                 |                    |                    |  |  |                                               |                                               |                                                    |                                                    |                                 |                                 |
|                           |                           | Albrecht Niedźwiedź ur. ok. 1100 zm. 18 XI 1170 | Albrecht Niedźwiedź ur. ok. 1100 zm. 18 XI 1170 |                    |                    |  |  |                                               |                                               | Sophie z Winzenburga ur. 1105 zm. 6 lub 7 VII 1160 | Sophie z Winzenburga ur. 1105 zm. 6 lub 7 VII 1160 |                                 |                                 |
|                           |                           |                                                 |                                                 |                    |                    |  |  |                                               |                                               |                                                    |                                                    |                                 |                                 |
|                           |                           |                                                 |                                                 |                    |                    |  |  |                                               |                                               |                                                    |                                                    |                                 |                                 |
|                           |                           |                                                 |                                                 |                    |                    |  |  |                                               |                                               |                                                    |                                                    |                                 |                                 |

|                                    |                                    | 1 Judyta ur. 1130–1135 zm. 8 VII m. 1171 a 1175 OO 6 I 1148 | 1 Judyta ur. 1130–1135 zm. 8 VII m. 1171 a 1175 OO 6 I 1148 | Otton I (ur. ok. 1130, zm. 7 III 1184)              | Otton I (ur. ok. 1130, zm. 7 III 1184)              | 2 Ada ur. ok. 1163 zm. 1205 OO IV 1176 lub wcześniej | 2 Ada ur. ok. 1163 zm. 1205 OO IV 1176 lub wcześniej |  |  |
|                                    |                                    |                                                             |                                                             |                                                     |                                                     |                                                      |                                                      |  |  |
|                                    |                                    |                                                             |                                                             |                                                     |                                                     |                                                      |                                                      |  |  |
|                                    | 1                                  |                                                             | 1                                                           |                                                     | 2                                                   |                                                      |                                                      |  |  |
| Otto II ur. po 1147 zm. 4 VII 1205 | Otto II ur. po 1147 zm. 4 VII 1205 | Henryk ur. ? zm. 1192                                       | Henryk ur. ? zm. 1192                                       | Albrecht II ur. 1 I w okr. 1171–1177 zm. 25 II 1220 | Albrecht II ur. 1 I w okr. 1171–1177 zm. 25 II 1220 |                                                      |                                                      |  |  |